# Würzweiler

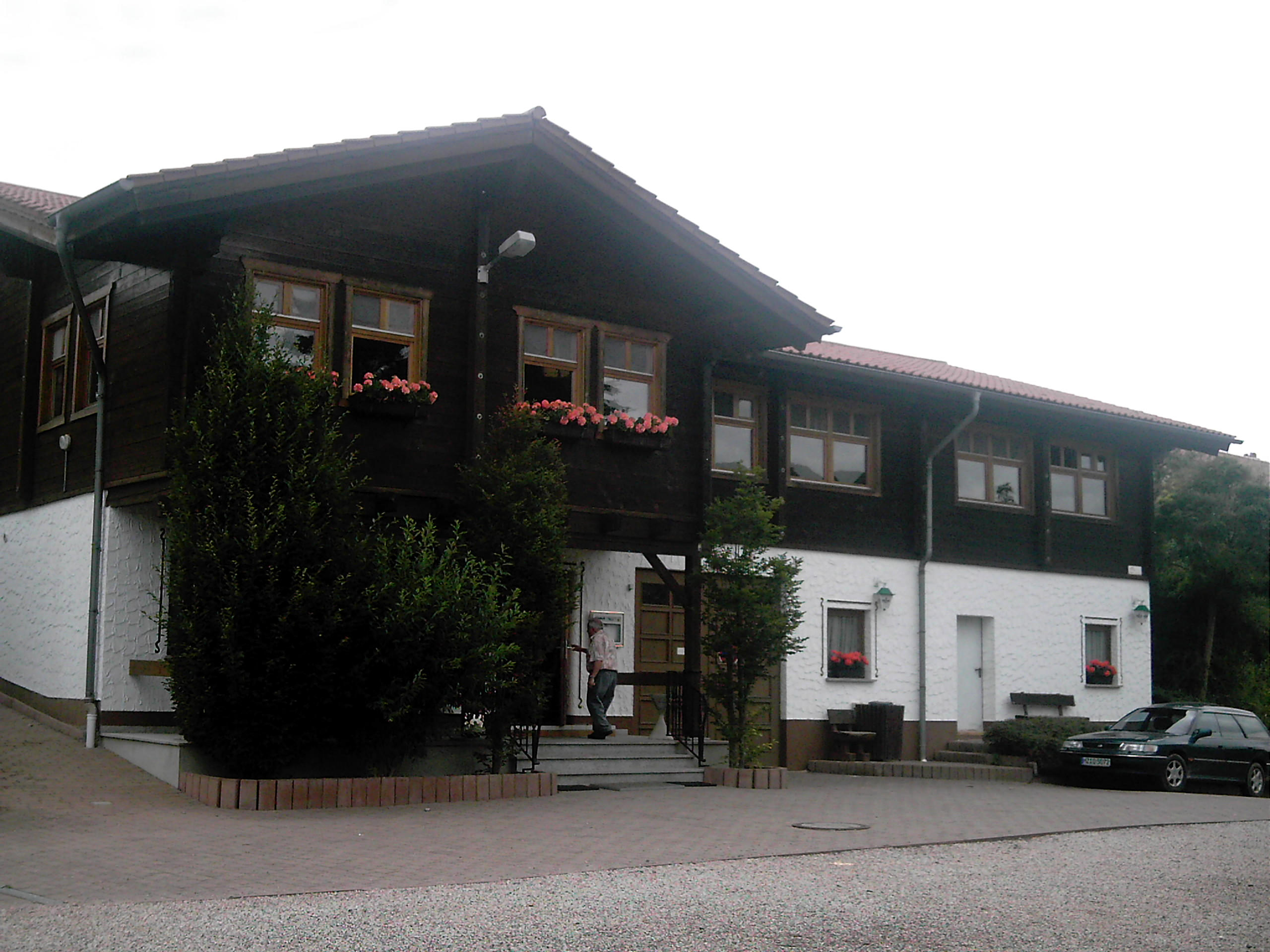
Das Würzweiler Bürgerhaus

Würzweiler ist eine Ortsgemeinde im Donnersbergkreis in Rheinland-Pfalz. Sie gehört der Verbandsgemeinde Nordpfälzer Land an, innerhalb derer sie gemessen an der Fläche die drittkleinste Ortsgemeinde darstellt.

## Geographie
Der Ort liegt am Appelbach im Nordpfälzer Bergland nordwestlich des Donnersbergs zwischen Kaiserslautern und Bad Kreuznach und gehört zur Natureinheit Westliche Donnersbergrandhöhen. Nördlich des Siedlungsgebiets nimmt der Appelbach von rechts den Tiefenbach auf. Nachbargemeinden sind – im Uhrzeigersinn – Gerbach, Ruppertsecken, Rockenhausen und Dielkirchen.

## Geschichte
Der Ort wurde als Wercewilre erstmals urkundlich erwähnt. Bis Ende des 18. Jahrhunderts herrschten die Freiherren Kerpen über den Ort.
Nach der Französischen Revolution, als die Pfalz Teil der Französischen Republik (bis 1804) und anschließend Teil des Napoleonischen Kaiserreichs war, war die Gemeinde in den Kanton Rockenhausen und in das Département Donnersberg eingegliedert. Infolge des Wiener Kongresses gehörte der Ort 1815 zunächst erneut zu Österreich. Ein Jahr später wurde er Bayern zugeschlagen. Von 1818 bis 1862 war Würzweiler Bestandteil des Landkommissariat Kirchheim, das anschließend in ein Bezirksamt umgewandelt wurde. Am 1. Dezember 1900 wechselte die Gemeinde in das neu geschaffene Bezirksamt Rockenhausen
Ab 1939 war der Ort Bestandteil des Landkreises Rockenhausen. Nach dem Zweiten Weltkrieg war Würzweiler Teil der französischen Besatzungszone und wurde in das 1946 neu gebildete Land Rheinland-Pfalz eingegliedert. Im Zuge der ersten rheinland-pfälzischen Verwaltungsreform wechselte die Gemeinde in den neu geschaffenen Donnersbergkreis. 1972 wurde sie der neu gebildeten Verbandsgemeinde Rockenhausen zugeschlagen. Seit 2020 ist Würzweiler Bestandteil der Verbandsgemeinde Nordpfälzer Land.

## Bevölkerung

### Einwohnerentwicklung
Seit der Jahrtausendwende bleibt die Einwohnerzahl relativ stabil bei rund 200.

### Religion
Die Katholiken gehören zum Bistum Speyer und unterstehen dort dem Dekanat Donnersberg, die Evangelischen zur Protestantischen Landeskirche der Pfalz.

## Politik

### Ortsbürgermeister
Beauftragter der Ortsgemeinde ist Büroleiter Hans Feld.
Zuletzt Ortsbürgermeister war Uwe Pfeiffer. Bei der Kommunalwahl am 26. Mai 2019 wurde er mit einem Stimmenanteil von 82,84 Prozent erneut in seinem Amt bestätigt. Sein Vorgänger war Hermann Müller.

### Wappen
| Wappen von Würzweiler | Blasonierung: „Über einem von Schwarz und Gold gespaltenen Schildfuß gespalten von Silber und Rot; rechts ein roter Zackenbalken, darüber zwei rote Lilien, darunter eine grüne Hopfenrebe, links eine goldene Helmkrone überhöht von drei silbernen schrägrechts angeordneten Spangen mit aufrechter Nadel.“ |
| Wappen von Würzweiler | |

## Kultur und Sehenswürdigkeiten

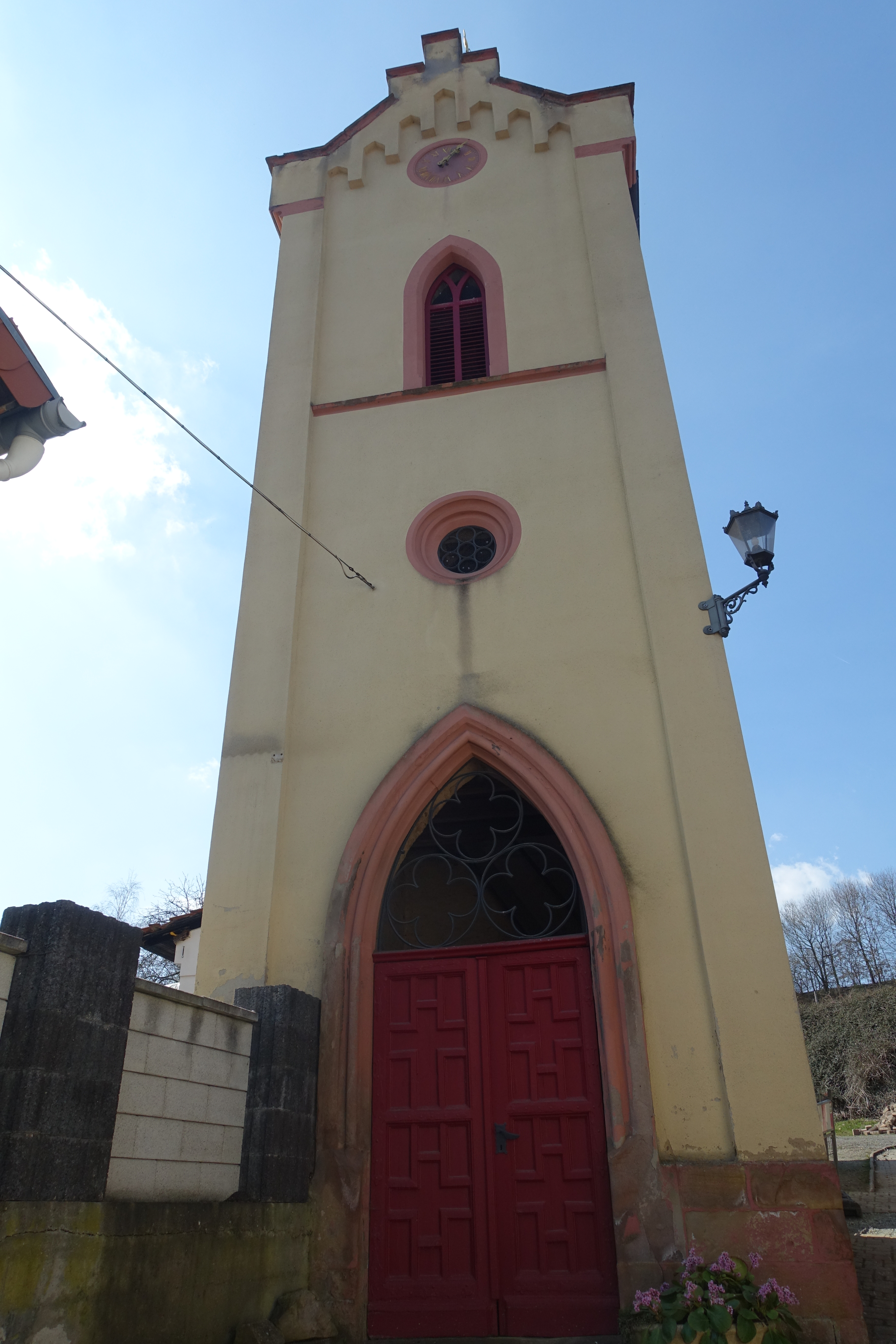
Denkmalgeschützter Glockenturm

Der jüdische Friedhof ist als Denkmalzone ausgewiesen. Hinzu kommen zwei Einzelobjekte, die unter Denkmalschutz stehen.
Das Baumdenkmal für die Deutsche Einheit wurde am 3. Oktober 2022 an der Hauptstraße gegenüber Abzweig Rußmühlerstraße gepflanzt. Zum Denkmals-Ensemble gehören ein Gedenkstein mit Schild und eine Sitzgruppe.

## Wirtschaft und Infrastruktur

### Verkehr
Mitten durch Würzweiler verläuft die Landesstraße 400, die von Rockenhausen nach Wöllstein führt. Mitten im Siedlungsgebiet zweigt von dieser die Landesstraße 402 ab, die nach Marienthal führt. Westlich verläuft die B 48. Über die A 63 im Südosten besteht Anschluss an den Fernverkehr.
Der Nahverkehr war ab 2000 im Westpfalz-Verkehrsverbund (WVV) organisiert, der seit Sommer 2006 vollständig in den Verkehrsverbund Rhein-Neckar (VRN) integriert ist. In Rockenhausen befindet sich ein Bahnhof der Alsenztalbahn. Zu diesem führt von Würzweiler aus die von Behles Bus betriebene Buslinie 914, die in nördlicher Richtung bis nach Alsenz verläuft.

### Tourismus
Durch Würzweiler führen außerdem der Appelbach-Radweg und der Pfälzer Höhenweg.

## Söhne und Töchter der Gemeinde
- Jakob Jahn (1897–1976), Politiker (CDU)